# Kick-boxing américain
Pour les articles homonymes, voir Kick-boxing japonais et Kick-boxing.
Le kick-boxing américain est un sport de combat, un type de boxe pieds-poings codifié aux États-Unis dans les années 1960, se pratiquant sur ring. Il est né de l’engouement aux États-Unis pour le karaté ainsi que pour les autres arts martiaux (kempo, kung-fu, taekwondo, bando, etc.). 
Différents styles de pratiques martiales développèrent des formes de contact variées. De nombreux champions désireux de faire connaître la diversité de leurs techniques, contribuèrent à leur évolution. Des tournois étaient organisés par des styles de combat divers ; comme l’United States National Karate Championship de Jhoon Rhee, la Bataille d’Atlanta d’Ed Parker, et dès 1962 les opens sur ring de bando kickboxing (forme héritière de l’ancestrale boxe birmane importée par l'expert Maung Gyi). D’autres tournois importants comme Mas Oyama All Worth America Championship (karaté kyokushinkaï au K.O.) ont changé les traditionnels tournois de karaté jusqu’alors organisés sans contact. 
Également, l’idée de Bruce Lee (célèbre acteur de cinéma, au milieu des années 1970) et de Jhoon Rhee (professeur d’Alan Steen, de Jeff Smith et de Gordon Franks) de combattre avec protections et gants, a ouvert une nouvelle voie pour tous les amateurs de « combat réel ». À l’origine le kick-boxing américain est un règlement de compétition, permettant aux compétiteurs des différentes pratiques martiales de se rencontrer dans un certain type de confrontation (et celui notamment de la première fédération mondiale de l"histoire du kick-boxing US, la WKA – World Karate Association). Il s’est tellement répandu, qu’il est devenu l’une des formes de sport de combat inspirée des arts martiaux la plus pratiquée au monde. 
Parmi les principaux pionniers du kick-boxing américain, on trouve Maung Gyi (boxe birmane) et Ray Scarica (bando).
Parmi les organismes mondiaux, les plus connus, chargés de la gestion des titres professionnels et amateurs dans les boxes pieds-poings nous avons : la WKA née aux États-Unis en 1976, la WAKO née en Allemagne en 1978 qui a sa genèse dans l’organisation de rencontres amateurs, l’ISKA (née en 1986) « héritière » de la PKA qui faisait la promotion du full-contact à l’origine.

## Sources
- Delmas Alain, 1 - Définition du Kick-Boxing (document de formation d’entraîneur), FFKBDA, 1999 –  2 - Lexique de la boxe et des autres boxes (document de formation d’entraîneur) , 1981 – 2e mouture 2005
- Delmas Alain, Callière Jean-Roger, Histoire du Kick-Boxing (document de formation d’entraîneur), FFKBDA, 1998 –  La ceinture noire du 1er au 6e degré (document d'examen), FFKBDA, 1998
- Lombardo Patrick, Encyclopédie mondiale des arts martiaux, Éditions E.M., Paris, 1997.